# استوارت کاپلند
استوارت کاپلند (انگلیسی: Stewart Copeland؛ زادهٔ ۱۶ ژوئیهٔ ۱۹۵۲) موسیقی‌دان اهل ایالات متحده آمریکا است. وی از سال ۱۹۷۴ میلادی تاکنون مشغول فعالیت بوده‌است.
از فیلم‌ها یا مجموعه‌های تلویزیونی که وی در آن‌ها نقش داشته است، می‌توان به اراذل و اوباش و نجات از شکار شدن اشاره نمود.